# Lakeville (Massachusetts)
Lakeville és una població dels Estats Units a l'estat de Massachusetts. Segons el cens del 2000 tenia 9.821 habitants.

## Demografia
Segons el cens del 2000, Lakeville tenia 9.821 habitants, 3.292 habitatges, i 2.659 famílies. La densitat de població era de 126,8 habitants/km².
Dels 3.292 habitatges en un 40% hi vivien nens de menys de 18 anys, en un 69,7% hi vivien parelles casades, en un 8% dones solteres, i en un 19,2% no eren unitats familiars. En el 14,7% dels habitatges hi vivien persones soles el 6,2% de les quals corresponia a persones de 65 anys o més que vivien soles. El nombre mitjà de persones vivint en cada habitatge era de 2,91 i el nombre mitjà de persones que vivien en cada família era de 3,24.
Per edats la població es repartia de la següent manera: un 27,4% tenia menys de 18 anys, un 5,7% entre 18 i 24, un 31,1% entre 25 i 44, un 24,4% de 45 a 60 i un 11,3% 65 anys o més.
L'edat mediana era de 38 anys. Per cada 100 dones de 18 o més anys hi havia 91,1 homes.
La renda mediana per habitatge era de 70.495 $ i la renda mediana per família de 75.838$. Els homes tenien una renda mediana de 51.321 $ mentre que les dones 31.374$. La renda per capita de la població era de 26.046$. Entorn de l'1,9% de les famílies i el 3% de la població estaven per davall del llindar de pobresa.